# Odoardo Vicinelli

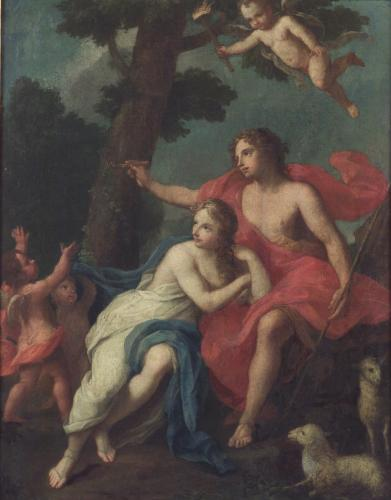
Angelica e Medoro

Odoardo Vicinelli (Roma, 1683 – Roma, 1755) è stato un pittore italiano.

## Biografia e opere
Odoardo Vicinelli fu allievo di Giovanni Maria Morandi, da cui ereditò la tecnica dei chiaroscuri e del disegno di stampo classico, così come il suo condiscepolo Pietro Nelli.

### Opere a Roma
Le sue opere si trovano prevalentemente a Roma, sua città natale, si ritrova in lui una certa eleganza ispiratagli dal classicismo emiliano, come del resto nello stesso Morandi, che tanti esempi aveva lasciato nella capitale, dal Carracci al Guercino.
Lavorò nella Chiesa di San Giovanni Battista dei Genovesi, dove affrescò la Cappella di Santa Caterina Fieschi Adorno con il Transito della Santa e Santa Caterina in Gloria. Nella stessa cappella ci sono anche quattro rappresentazioni delle Virtù Cardinali. Nella Chiesa di Santa Maria in Monticelli dipinse la pala dell'Altare. Una sua tela ritraente San Giacomo della Marca si trova nella Basilica di Santa Maria in Aracoeli e una tela della Madonna del Carmine orna la cupola della Chiesa di Sant'Anna alle Quattro Fontane sempre a Roma. Queste ultime due opere sono ricordate nella Descrizione delle Pitture, Sculture e Architetture esposte in Roma (1763) di Filippo Titi.

### Opere fuori Roma
A Sermoneta, in provincia di Latina, fece una grande tela con La Vergine, il Bambino e Santi per la Cattedrale di Santa Maria, oggi trasportato nell'annesso Museo Diocesano.
Lavorò anche nelle Marche dove lasciò, fra gli altri, un'Annunciazione nella chiesa di San Giovanni Battista a Jesi, che oggi si trova nel Santuario delle Grazie, presso la stessa città. Questo quadro è uno dei suoi capolavori dove si sente forte l'ispirazione carraccesca del pittore romano sia nei colori brillanti che nella voluta semplicità della postura dei personaggi. Nella Chiesa di San Filippo a Ripatransone si trova una pala d'altare con Il transito di Sant'Anna ed un suo quadro rappresentante Madonna Addolorata con simboli della Passione si trova oggi nel Museo Civico di Osimo. Nel convento dei Cappuccini di Montughi a Firenze si trova una piccola Madonna col Bambino, in origine presso il convento di Sansepolcro, donata dal pittore a un frate nel 1720.

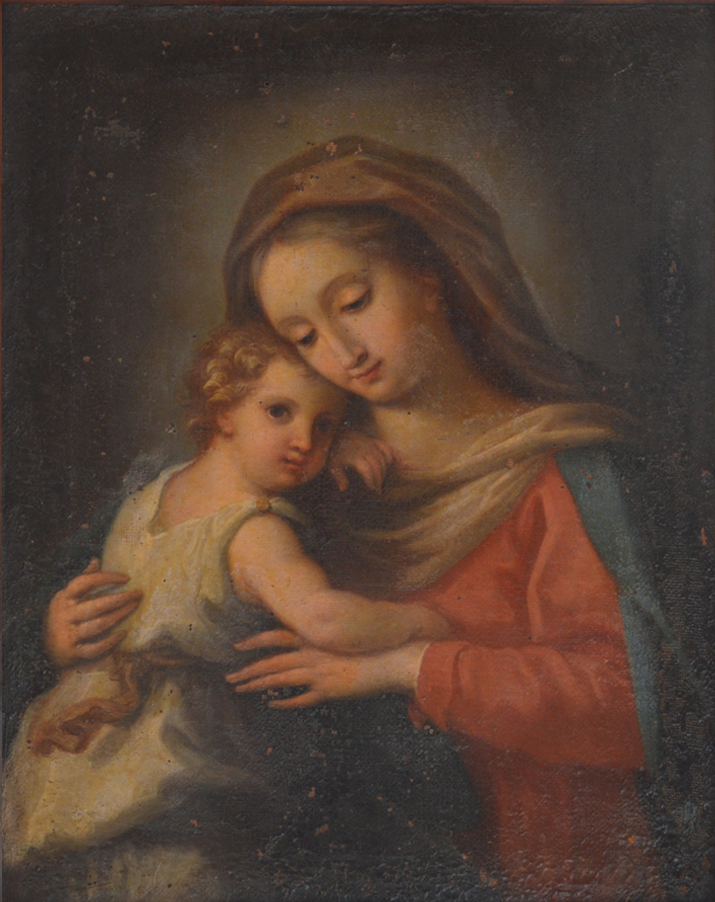
Odoardo Vicinelli, Madonna col Bambino

Vicinelli, come il suo maestro Morandi, fu anche un buon ritrattista, nel Palazzo dei Priori di Arezzo si trova un suo ritratto del frate predicatore Bernardo Catastini, sempre ad Arezzo nella Chiesa di Santo Stefano dei Cappuccini si trovava (poiché di recente è stata trafugata) una tela rappresentante L'apparizione della Vergine col Bambino a San Felice nella Cappella omonima, oggi sostituita con una copia.

### Altre opere
Di Odoardo Vicinelli parla molto Lione Pascoli nella sua Vita de' pittori, scultori, ed architetti moderni (1736), consegnandoci una lunga lista di opere dipinte dal pittore romano ed inviate in varie parti d'Italia. Vi sono citati: una Madonna con bambino, San Giovanni Battista e altri santi a Montecosaro (altra cittadina delle Marche), una tela d'altare con il Santissimo con San Diego e San Pasquale per Nardò, una grandissima tela rappresentante il Convito d'Antioco e il suo trionfo per Genova che, come afferma il Pascoli, è veramente un capo d'opera, un Transito di San Giuseppe per Bagnoregio, una Coronazione della Vergine per la Chiesa dei Padri della dottrina cristiana a Segni, una Madonna con bambino e i santi Rocco e Sebastiano per Sezze, tre tele per la Chiesa di San Girolamo di Palestrina.
Alcune tele sono state poi inviate in chiese di cittadine intorno al Lago Maggiore, ma soltanto una di queste viene citata in un altro tomo di Francesco Saverio Bartoli Notizie delle Pitture, Sculture ed Architetture che ornano le chiese ed altri Luoghi pubblici di tutte le più rinomate città d'Italia, (1777), e precisamente la Chiesa Maggiore di Angera.
Un numero imprecisato di tele, sempre secondo il Pascoli, furono ordinate anche da principi ed ecclesiastici per le città di Praga: due dipinti di s. Giovanni Nepomuceno, Gloria e Martirio (1729) per la Cattedrale di S. Vito, un altro per la città Vienna e per Lisbona. A questa lista del Pascoli rimanda l'Abate Lanzi che cita il Vicinelli giusto come il miglior allievo di Giovanni Maria Morandi, ma non molto di più.